# World Games 2017/Beachhandball/Frauen
Der Wettbewerb der Frauen im Beachhandball bei den World Games 2017 war zum fünften Mal Bestandteil der World Games, zum zweiten Mal als fester Bestandteil der Veranstaltung.

## Vorrunde

### Gruppe A
| Platz | Team        | S | N | Sätze | Diff. | Tore   | Diff. | Punkte |
| ----- | ----------- | - | - | ----- | ----- | ------ | ----- | ------ |
| 1.    | Norwegen    | 3 | 0 | 6:0   | 6     | 104:83 | 21    | 6      |
| 2.    | Spanien     | 2 | 1 | 4:3   | 1     | 83:67  | 16    | 4      |
| 3.    | Argentinien | 1 | 2 | 3:4   | −1    | 93:89  | 4     | 2      |
| 4.    | Tunesien    | 0 | 3 | 0:6   | −6    | 66:107 | −41   | 0      |

| Tag      | Zeit  | Begegnung              | Ergebnis               |
| -------- | ----- | ---------------------- | ---------------------- |
| 26. Juli | 09:00 | Spanien – Argentinien  | 2:1 (15:11, 9:13, 5:4) |
| 26. Juli | 09:00 | Norwegen – Tunesien    | 2:0 (23:18, 17:13)     |
| 26. Juli | 15:50 | Tunesien – Spanien     | 0:2 (6:15, 8:20)       |
| 26. Juli | 15:50 | Norwegen – Argentinien | 2:0 (20:18, 19:15)     |
| 27. Juli | 10:50 | Spanien – Norwegen     | 0:2 (9:13, 10:12)      |
| 27. Juli | 10:50 | Argentinien – Tunesien | 2:0 (16:15, 16:6)      |

### Gruppe B
| Platz | Team              | S | N | Sätze | Diff. | Tore   | Diff. | Punkte |
| ----- | ----------------- | - | - | ----- | ----- | ------ | ----- | ------ |
| 1.    | Brasilien         | 3 | 0 | 6:0   | 6     | 136:46 | 72    | 6      |
| 2.    | Australien        | 2 | 1 | 4:3   | 1     | 83:94  | −11   | 4      |
| 3.    | Polen             | 1 | 2 | 3:4   | −1    | 85:93  | −8    | 2      |
| 4.    | Chinesisch Taipeh | 0 | 3 | 0:6   | −6    | 68:121 | −53   | 0      |

| Tag      | Zeit  | Begegnung                      | Ergebnis               |
| -------- | ----- | ------------------------------ | ---------------------- |
| 26. Juli | 10:40 | Chinesisch Taipeh – Polen      | 0:2 (11:26, 10:15)     |
| 26. Juli | 10:40 | Brasilien – Australien         | 2:0 (24:9, 21:13)      |
| 26. Juli | 16:40 | Polen – Brasilien              | 0:2 (11:24, 12:18)     |
| 26. Juli | 16:40 | Australien – Chinesisch Taipeh | 2:0 (15:13, 16:15)     |
| 27. Juli | 11:40 | Australien – Polen             | 2:1 (10:13, 15:6, 5:2) |
| 27. Juli | 11:40 | Brasilien – Chinesisch Taipeh  | 2:0 (23:8, 26:11)      |

## Finalrunde
| Viertelfinale | Viertelfinale     | Viertelfinale |     |             | Halbfinale  | Halbfinale | Halbfinale    |                 |                 | Finale          | Finale | Finale |
|               |                   |               |     |             |             |            |               |                 |                 |                 |        |        |
| A1            | Norwegen          | 2             |     |             |             |            |               |                 |                 |                 |        |        |
| B4            | Chinesisch Taipeh | 0             |     |             |             |            |               |                 |                 |                 |        |        |
|               |                   |               | VF1 | Norwegen    | 1           |            |               |                 |                 |                 |        |        |
|               |                   |               |     | VF2         | Argentinien | 2          |               |                 |                 |                 |        |        |
| A3            | Argentinien       | 2             |     |             |             |            |               |                 |                 |                 |        |        |
| B2            | Australien        | 1             |     |             |             |            | Spiel um Gold | Spiel um Gold   | Spiel um Gold   |                 |        |        |
|               |                   |               | HF1 | Argentinien | 0           |            |               |                 |                 |                 |        |        |
|               |                   |               |     | HF2         | Brasilien   | 2          |               |                 |                 |                 |        |        |
| B3            | Polen             | 0             |     |             |             |            |               |                 |                 |                 |        |        |
| A2            | Spanien           | 2             |     |             |             |            |               |                 |                 |                 |        |        |
|               |                   |               | VF3 | Spanien     | 0           |            |               |                 |                 |                 |        |        |
|               |                   |               |     | VF4         | Brasilien   | 2          |               | Spiel um Bronze | Spiel um Bronze | Spiel um Bronze |        |        |
| B1            | Brasilien         | 2             |     |             |             | HF1        | Norwegen      | 1               |                 |                 |        |        |
| A4            | Tunesien          | 0             |     |             |             |            | HF2           | Spanien         | 2               |                 |        |        |
|               |                   |               |     |             |             |            |               |                 |                 |                 |        |        |

### Viertelfinale
| Tag      | Zeit  | Begegnung                    | Ergebnis                |
| -------- | ----- | ---------------------------- | ----------------------- |
| 28. Juli | 09:30 | Norwegen – Chinesisch Taipeh | 2:0 (27:14, 24:13)      |
| 28. Juli | 09:30 | Polen – Spanien              | 0:2 (12:16, 10:17,)     |
| 28. Juli | 10:20 | Argentinien – Australien     | 2:1 (16:13, 12:18, 8:4) |
| 28. Juli | 10:20 | Brasilien – Tunesien         | 2:0 (28:10, 20:10,)     |

### Platzierungsspiele 5–8
| Tag      | Zeit  | Begegnung                      | Ergebnis               |
| -------- | ----- | ------------------------------ | ---------------------- |
| 28. Juli | 15:00 | Chinesisch Taipeh – Australien | 0:2 (16:21, 9:12)      |
| 28. Juli | 15:00 | Polen – Tunesien               | 2:1 (17:7, 14:20, 6:2) |

### Spiel um Platz 7
| Tag      | Zeit  | Begegnung                    | Ergebnis                |
| -------- | ----- | ---------------------------- | ----------------------- |
| 29. Juli | 09:00 | Chinesisch Taipeh – Tunesien | 2:1 (23:15, 17:19, 6:5) |

### Spiel um Platz 5
| Tag      | Zeit  | Begegnung          | Ergebnis         |
| -------- | ----- | ------------------ | ---------------- |
| 29. Juli | 10:40 | Australien – Polen | 0:2 (8:14, 8:12) |

### Halbfinale
| Tag      | Zeit  | Begegnung              | Ergebnis             |
| -------- | ----- | ---------------------- | -------------------- |
| 28. Juli | 16:40 | Norwegen – Argentinien | 1:2 (12:9, 8:9, 6:7) |
| 28. Juli | 18:20 | Spanien – Brasilien    | 0:2 (13:17, 14:15)   |

### Spiel um Bronze
| Tag      | Zeit  | Begegnung          | Ergebnis                |
| -------- | ----- | ------------------ | ----------------------- |
| 29. Juli | 14:00 | Norwegen – Spanien | 1:2 (10:13, 13:11, 2:6) |

### Spiel um Gold
| Tag      | Zeit  | Begegnung               | Ergebnis           |
| -------- | ----- | ----------------------- | ------------------ |
| 29. Juli | 16:00 | Argentinien – Brasilien | 0:2 (10:22, 12:15) |